# Tropistethus holosericus
Tropistethus holosericus är en insektsart som först beskrevs av Clarke H. Scholtz 1846.  Tropistethus holosericus ingår i släktet Tropistethus, och familjen fröskinnbaggar. Arten är reproducerande i Sverige.